# Abudefduf
Il genere Abudefduf comprende 20 specie di pesci d'acqua salata appartenenti alla famiglia Pomacentridae, conosciuti comunemente come Sergenti.

## Distribuzione e habitat
La maggior parte delle specie di Abudefduf è diffusa nell'Indo-Pacifico: mentre 1/5 delle specie vive nell'Oceano Atlantico. Prediligono acque vicino a barriere coralline.

## Descrizione

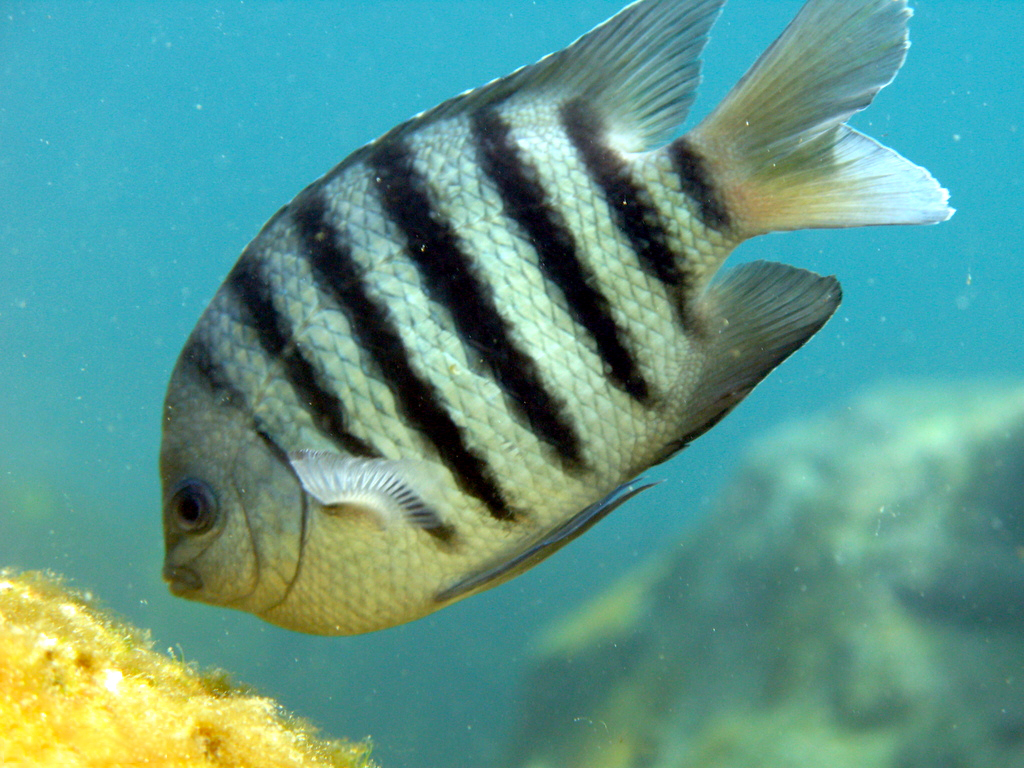
Abudefduf bengalensis

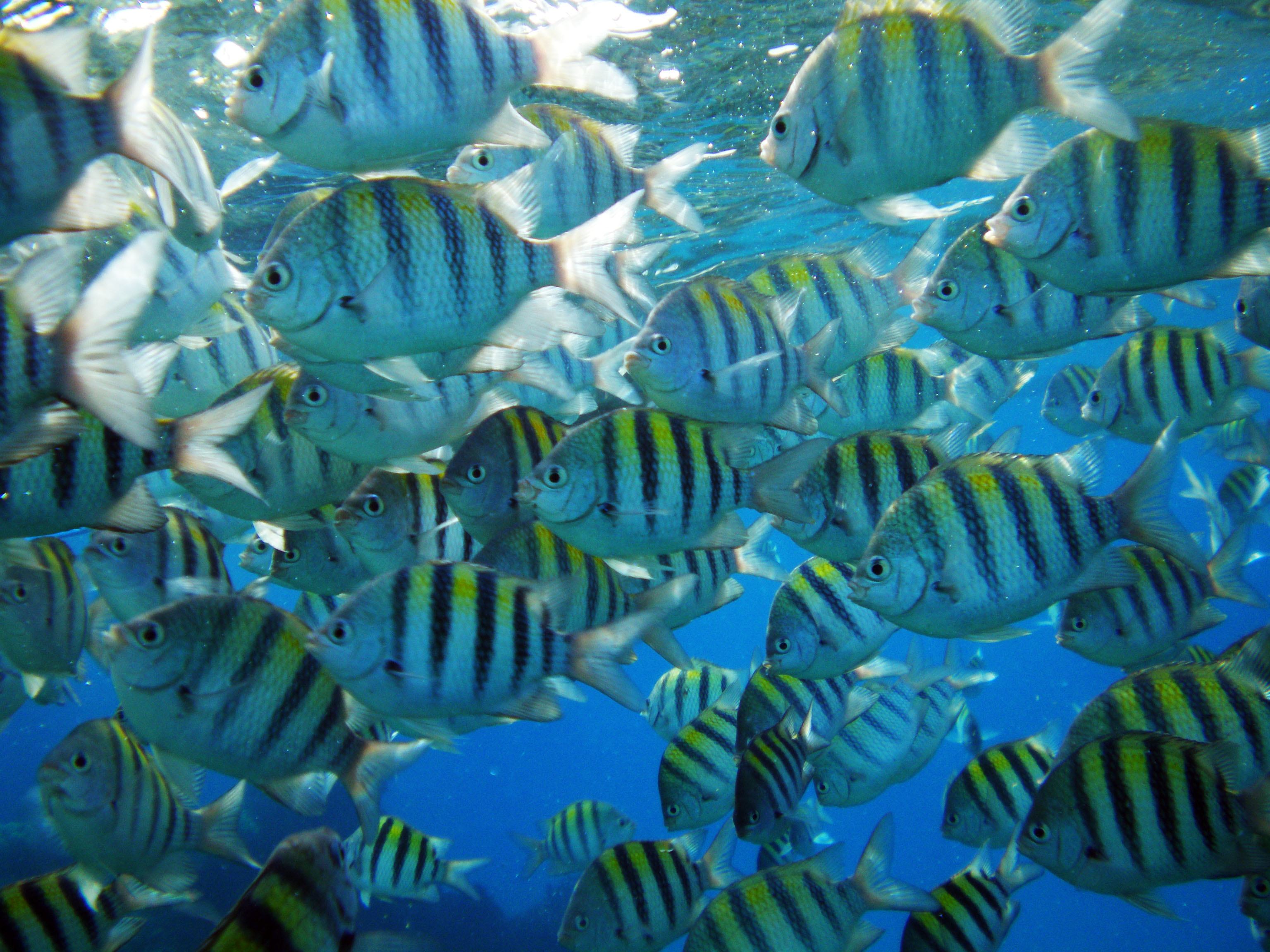
Un banco di Abudefduf saxatilis

Le specie del genere presentano un corpo dal profilo ovaloide, piuttosto compresso ai fianchi ma robusto, con profilo dorsale e ventrale sviluppato, pinne con vertici allungati e coda bilobata.  La livrea, differente per ogni specie, presenta tendenzialmente un fondo grigio azzurro con bande verticali nere lungo i fianchi. Alcune (Abudefduf hoefleri hanno livrea interamente blu notte, altri (Abudefduf luridus) bruna.

Le dimensioni massime variano, secondo la specie, dai 13 cm ai 30 cm di lunghezza.

## Riproduzione
Tutte le specie sono ovipare: la femmina depone uova e la loro fecondazione da parte del maschio è esterna. I maschi curano e ossigenano le uova.

## Pesca
Alcune specie sono oggetto di pesca per l'alimentazione umana nei luoghi d'origine (Abudefduf bengalensis, Abudefduf concolor).

## Acquariofilia
Alcune specie sono diffuse in commercio per l'acquario marino di barriera privato e pubblico.

## Tassonomia
- Abudefduf abdominalis
- Abudefduf bengalensis
- Abudefduf concolor
- Abudefduf conformis
- Abudefduf declivifrons
- Abudefduf hoefleri
- Abudefduf lorenzi
- Abudefduf margariteus
- Abudefduf natalensis
- Abudefduf nigrimargo
- Abudefduf notatus
- Abudefduf saxatilis
- Abudefduf septemfasciatus
- Abudefduf sexfasciatus
- Abudefduf sordidus
- Abudefduf sparoides
- Abudefduf taurus
- Abudefduf troschelii
- Abudefduf vaigiensis
- Abudefduf whitleyi